# Archaeosynthemis leachii
Archaeosynthemis leachii – gatunek ważki z rodziny Synthemistidae. Endemit Australii, występuje jedynie w południowo-zachodniej części kraju.